# 太阳升镇 (修水县)
太阳升镇，是中华人民共和国江西省九江市修水县下辖的一个乡镇级行政单位。。是江西省修水县的东大门，面积98平方公里，镇区人口3.5万人。

## 行政区划
太阳升镇下辖以下地区：
三都街社区、坪塅村、梁口村、杨梅渡村、城坳村、三都村、坳头村、西坳村、农科所村、三甲店村、洋湖村、三都垦殖场生活区、修水杭猪厂生活区和农科所生活区。